# 딥 커버
《딥 커버》(영어: Deep Cover)는 미국에서 제작된 빌 듀크 감독의 1992년 범죄 스릴러 영화이다. 로런스 피시번, 제프 골드블룸 등이 출연하였고, 피에르 다비드 등이 제작에 참여하였다.

## 출연진
- 래리 피시번
- 제프 골드블룸
- 찰스 마틴 스미스
- 빅토리아 딜러드
- 그레고리 시에라
- 글린 터먼
- 클래런스 윌리엄스 3세
- 로저 갠베어 스미스
- 제이미 카드리치
- 시드니 래식
- 클리프턴 파월

## 기타 제작진
- 공동 제작: 데버라 무어
- 협력 제작: 론 스태커 톰프슨
- 배역: 셔민 실비아 버나드
- 미술: 패멀라 B. 워너